# Галичанка (гандбольний клуб)
«Галичанка» — український жіночий гандбольний клуб зі Львова. Заснований 1989 року. 11-разовий чемпіон і багаторазовий призер чемпіонату України. Восьмиразовий володар Кубка України (2016, 2017, 2019, 2020, 2021, 2023, 2024, 2025), шестиразовий володар Суперкубка України.
Переможець (2018, 2020) і бронзовий призер (2017) Балтійської ліги.

## Історія
Історія львівської жіночої гандбольної команди «Галичанка» бере свій початок з 1989 року, коли клуб з такою назвою (перед тим існувала команда майстрів під назвою «Імпульс») почав виступати в чемпіонаті СРСР серед команд першої ліги. У тому дебютному сезоні команда «Галичанка» виграє змагання першої ліги і здобуває право виступу у вищій лізі чемпіонату Радянського Союзу серед жіночих команд з гандболу.
У вищій союзній лізі команда успішно виступала до здобуття Україною незалежності. Відтак, починаючи з 1992 року, коли в Україні було організовано внутрішній чемпіонат, «Галичанка» стала однією з найкращих команд України. Це дозволило команді брати участь у розіграші Європейських клубних кубкових турнірів: Кубок міст (CITYCUP), Кубок Європейської гандбольної федерації (EHF). При цьому, зважаючи на непевне фінансове становище команди і відповідні вимоги європейської федерації гандболу, команда «Галичанка» проводила, як правило, обидва матчі єврокубків на майданчику суперника.
На внутрішній арені «Галичанка» тривалий час була четвертою командою в країні, а в сезоні 1997—1998 років уперше львівські гандболістки вибороли бронзові медалі чемпіонату України. Починаючи з 2001 року львівська «Галичанка» постійно входить до числа трьох найкращих команд України, тричі виборовши срібні медалі чемпіонатів України, а гравці команди постійно входили до складу національної збірної команди України з гандболу.
У різні роки з командою успішно працювали: Володимир Гарбуз, Василь Козар, Юрій Басюк, Олександр Бурняшов, Юрій Гаркавенко, Василь Фогт, Володимир Куксенко, Георгій Воронов, Валерія Тищенко, Віталій Надич. Провідні гравці «Галичанки» є гравцями юніорської та молодіжної збірної України.
З 1997 до 2022 року «Галичанка» проводила тренування на базі спортивного комплексу Львівського національного університету імені І. Франка, що знайшло відображення в назві клубу. Нові успіхи «Галичанки-ЛНУ» були пов'язані з підтримкою фінансово-промислової групи «Росан», яка з лютого 2006 р. взяла команду під опіку. Згодом до співпраці з «Галичанкою» долучилися нові партнери, серед яких ПАТ «Кредобанк», концерн «Галнафтогаз», Ринок «Шувар», SoftServe і «PZU Україна».

### Сезон 2014/2015
У сезоні 2014/2015 років Галичанка пройшла до півфіналу Кубка Виклику. Команда обіграла:
- в матчах 1/16 фіналу «Вірто Квінтус» (Нідерланди) з рахунками 18:24 та 27:23;
- в матчах 1/8 фіналу грецьку «Амінтас Амінтау» з рахунками 11:26 та 36:16;
- в матчах 1/4 фіналу сербську «Наіса Ніс» з рахунками 22:28 та 27:20.

В півфінальних матчах «Галичанка» поступається польській команді «Погонь Балтика» з міста Щецін з рахунками 29:28 та 21:25
Команда перемогла в усіх матчах чемпіонату України та 18 травня перемігши київську «ДЮСШ-21» стали де-факто чемпіонками сезону 2014/2015. Перемога в заключних матчах чемпіонату над «Реал-МОШВМС-НУК» (Миколаїв) 21 травня та херсонською «Університет-Дніпрянкою» 23 травня були лише формальністю.

### Сезон 2015/2016
У міжсезонні команду покинули двоє лідерів. Вихованки львівського гандбольного клубу Ірина Стельмах і Тамара Смбатян продовжать кар'єру в Польщі. Про це розповів головний тренер «Галичанки» Василь Козар:
|  | Є попередня домовленість, що вони підпишуть контракт на рік. Усі інші гравці нашої команди залишаться, також залучатимемо молодь. У новому сезоні в нас буде 26 гравців – хороші молоді дівчата, ми змушені були оновити склад . |

У цьому сезоні команда бере участь у матчах Кубку Європейської гандбольної федерації. За двосторонньою домовленістю з командою «Приштина» (Республіка Косово) обидва матчі 1/32 фіналу «Галичанка» повинна була зіграти у Львові. Однак команді з частково невизнаної республіки було відмовлено у в'їзді на територію України бо в уряду Республіки Косово нема дипломатичних відносин та договору про взаємний пропуск громадян з урядом України. В результаті цього інциденту Європейською федерацією гандболу було прийнято рішення провести матчі 1/32 фіналу Кубка ЄГФ 23 та 25 жовтня 2015 року у Косово. Обидва матчі у столиці Косово «Галичанка» виграла і пройшла до 1/16 фіналу. Програвши на виїзді команді «Муратпаша Беледійє» з Анталії (Туреччина) та зігравши в нічию у Львові «Галичанка» завершує боротьбу за Кубок ЄГФ

#### Результати матчів Кубку ЄГФ
| Етап        | Суперник                         | Домашній матч | Виїзний матч |
| ----------- | -------------------------------- | ------------- | ------------ |
| 1/32 фіналу | «Приштина» (Республіка Косово)   | 26:17         | 14:26        |
| 1/16 фіналу | «Муратпаша Беледійє» (Туреччина) | 30:30         | 28:22        |

Ще 7 жовтня тодішній головний тренер команди Василь Козар в інтерв'ю сайту [Архівовано 27 червня 2018 у Wayback Machine.] Федерації гандболу України заявив, що вирішив піти зі своєї посади. Після відіграних з командою матчів Кубку ЄГФ Василь Миколайович остаточно заявив, що йде з команди та поки не збирається продовжувати тренерську роботу в Україні. Згодом на посаду головного тренера було затверджено Тетяну Володимирівну Штефан, яка асистувала Василю Козарю в попередніх сезонах. Другим тренером став викладач ЛУФК Віталій Надич.
15 травня 2016 р. «Галичанка» здолавши херсонську «Дніпрянку» з рахунком 27:18 у першій грі четвертого з'їздного туру другого етапу жіночої Суперліги достроково оформила чемпіонство в гандбольній Суперлізі. Два наступні дні заключного туру чемпіонату стали для команди більше підготовкою до Кубку України.
20-21 травня 2016 р. «Галичанка» разом з командами «Карпати» (Ужгород), «Дніпрянка» (Херсон) та «Реал» (Миколаїв) брала участь у відновленому Кубку України, що проходив у м. Городенка. У півфіналі «Галичанка» перемогла «Дніпрянку», а у фіналі «Карпати» і здобула Кубок України.

### Сезон 2016/2017
У сезоні 2016/2017 другим тренером команди стала Анжела Савченко, яка у 2005—2008 та 2009—2010 роках грала за «Галичанку». Тренерський тандем Штефан-Савченко — єдиний в жіночій українській Суперлізі.
Також у міжсезоння команду підсилили вихованки ЛУФК Олександра Жолобович, Тетяна Поляк, Тетяна Череп, Юліана Братковська та Наталя Коцаб'юк. Повернулась також Олена Косик, яка минулий сезон провела в ужгородських «Карпатах».
У цьому сезоні окрім чемпіонату України команда бере участь у Кубку ЄГФ, Балтійській лізі та у Кубку України.
28 серпня 2016 року в Херсоні вперше було розіграно Суперкубок України. Здобувши впевнену перемогу над господарями паркету — «Дніпрянкою» з рахунком 23:44 (12:20) «Галичанка» стає володарем першого Суперкубка України. Також кращим гравцем Суперкубка визнано гравчиню «Галичанки» Марину Коновалову.
17 та 18 вересня «Галичанка» провела у Львові обидва матчі першого кваліфікаційного раунду Кубку ЄГФ проти команди «Погонь Балтика» з польського міста Щецін, з якою зустрічалась у сезоні 2014/15 у півфіналі Кубка Виклику. Здобувши перемогу у першому матчі з рахунком 24:22 та поступившись у матчі-відповіді з рахунком 24:20 «Галичанка» припиняє участь у Кубку ЄГФ.
У січні 2017 року до команди перейшла колишній лідер тернопільського «Економ-Університету» Ілона Гайкова, яка, після закінчення попереднього етапу посіла друге місце в символічному рейтингу кращих бомбардирів Суперліги. В її активі 126 голів забитих за перший етап чемпіонату
Ще у другому турі фінального етапу Суперліги «Галичанка» забезпечила собі дострокове чемпіонство в сезоні. Перемоги над херсонською «Дніпрянкою» та ужгородськими «Карпатами» у третьому турі фінального етапу, що проходив у м. Львів лише довели статус фаворита Суперліги.

#### Балтійська ліга
У першому турі Балтійської ліги, що пройшов у м. Гродно (Білорусь) «Галичанка» обіграла всіх суперників: «БНТУ-Бєлаз» (Мінськ, Білорусь), ГК «Гомель» (Гомель, Білорусь), «Городнічанка» (Гродно, Білорусь), «Жальгіріс» (Каунас, Литва), та ГК «Гарлява» (Гарлява, Литва).
У другому з'їздному турі, що проходив 28-30 жовтня 2016 року у Львові «Галичанка» зіграла внічию з «БНТУ-Бєлаз» та перемогла інших суперників та продовжує очолювати турнірну таблицю.
За підсумками основного етапу «Галичанка» опинилась на другій сходинці турнірної таблиці з активом 40 очок.
Поступившись ГК «Гомель» з рахунком 26:19 та «БНТУ-Бєлаз» з рахунком 30:33 і перемігши ГК «Гарлява» з рахунком 27:19 у матчах плей-оф команда здобуває бронзові нагороди у дебютному для себе чемпіонаті.

### Сезон 2017/2018
У міжсезоння троє провідних гандболісток команди — воротарка Єлизавета Гілязетдінова та польові гравці — Леся Смолінг і Олеся Парандій підписали контракти з закордонними клубами. Найдосвідченіша гравчиня — Наталія Туркало та 22-річна Вікторія Сідлецька завершили ігрову кар'єру. Анастасія Дорожівська вирішила розпочати тренерську кар'єру. У Львів повертається Ірина Стельмах, яка після травми плеча змушена була розірвати контракт з польським клубом «Олімпія Бескид» та проходити реабілітацію в Україні.
Розпочався сезон у Львові 5 вересня 2017 року матчем за Суперкубок України. В ньому минулорічний володар Суперкубка «Галичанка» перемогла херсонську «Дніпрянку» з рахунком 34:23 (18:11).
2017 рік «Галичанка» завершила з результатом 14 перемог в 14 матчах з відривом сім очок від найближчого суперника — ужгородських «Карпат». У кінці січня 2018 року Марина Савчук переходить у тернопільський «Економ-Університет».
Перший етап Суперліги 2017/2018 команда завершила на першому місці турнірної таблиці з активом 38 очок, дев'ятнадцятьма перемогами та однією поразкою та розпочинає другий етап чемпіонату в групі «А», де зіграла три тури з командами «Карпати» (Ужгород) та «Дніпрянка» (Херсон).
Фінал Балтійської ліги сезону 2017/2018 мав проходити у Львові, але командами-учасницями було вирішено завершити чемпіонат після закінчення четвертого з'їздного туру визначивши призерів чемпіонату за сумою очок набраних в зіграних турах. «Галичанка», яка цілий сезон лідирувала в турнірній таблиці здобула золоті нагороди чемпіонату.
Після закінчення другого з'їздного туру другого етапу Суперліги «Галичанка» здобувши 45 очок достроково забезпечує собі четверте поспіль чемпіонство, оскільки відрив від найближчого переслідувача — ужгородських «Карпат» склав 13 очок. В заключному турі чемпіонату, що проходив у Львові «Галичанка» потішила вболівальників перемогою над херсонською «Дніпрянкою» з рахунком 34:23 та бойовою нічиєю 28:28 з ужгородськими «Карпатами».
Незадовго після закінчення чемпіонату України керівництвом клубу було вирішено розірвати контракти з тренерками Тетяною Штефан та Анжелою Савченко. Новим тренером став старший викладач відділення гандболу ЛУФК Василь Миколайович Козар, який тренував «Галичанку» в 2007—2015 роках.
Вже під керівництвом Василя Козара «Галичанка» перемігши херсонську «Дніпрянку» в півфіналі Кубку України, у фіналі поступилась ужгородським «Карпатам» та завершила сезон 2017/2018 з двома золотими медалями (Балтійської ліги та чемпіонату України) та срібними відзнаками Кубку України у своєму активі.

### Сезон 2018/2019
З 6 по 10 червня 2018 року «Галичанка» брала участь у чемпіонаті України з пляжного гандболу серед жінок, де здобула срібні нагороди. Кольори клубу захищали: Вікторія Салтанюк, Наталія Воловник, Діана Дмитришин, Юлія Головко, Анастасія Баранович, Мар’яна Маркевич, Ольга Василяка та колишні гравчині «Галичанки»: Єлизавета Гілязетдінова («AZERYOL», Баку), яку було визнано кращим воротарем змагань, Олександра Жолобович («Марта») та Анастасія Дорожівська, яка у 2017 році розпочала тренерську кар'єру. Тренером команди з пляжного гандболу був Віталій Надич.
Згодом команду покинуло чотири провідних гандболістки: Наталія Воловник та Наталія Стрюкова перейшли до польського клубу Energa AZS (Кошалін), Марина Коновалова до азербайджанського клубу AZERYOL (Баку), Наталія Сабова завершила ігрову кар'єру з сімейних причин. На зміну їм команду прийшли цьогорічні випускниці та учениці ЛУФК: Ангеліна Овчаренко, Марина Валієва, Валентина Фроляк, Катерина Козак, Ольга Братковська, Діана Дмитришин. В оновленому складі команда провела тренувальні збори в м. Скадовськ, які тривали з 16 по 28 липня 2018 р.
Також початку сезону передувала участь у міжнародному гандбольному турнірі «Police summer cup 2018» у польському Щецині та першому Відкритому Кубку Львова з гандболу, володаркою якого стала «Галичанка».
У матчі за Суперкубок України «Галичанка» святкувала перемогу над ужгородськими «Карпатами» з рахунком 27:24. Кращим гравцем команди стала Наталія Савчин.
На початку жовтня з ужгородських «Карпат» перейшла крайня Олександра Фурманець.
2018 рік команда завершує посідаючи перше місце чемпіонату України маючи в активі 27 очок: 13 перемог та одну бойову нічию з миколаївським "Реалом".
4 березня 2019 р. клуб розірвав контракт  з Василем Миколайовичем Козаром,  до кінця сезону команду очолив Віталій Андронов, який свого часу був головним тренером чоловічої збірної України з гандболу.  Другим, а згодом і основним тренером було призначено Тетяну Штефан, яка тренувала «Галичанку» у попередніх сезонах.
Перший етап сезону команда завершує очолюючи турнірну таблицю Суперліги, маючи в своєму активі 17 перемог, одну нічию та дві поразки.
Після завершення другого з'їздного туру другого етапу «Галичанка» випереджає найближчого суперника на 11 очок і достроково оформлює чемпіонство. У фінальному, третьому турі команда здобуває дві перемоги у матчах проти миколаївського «Реалу» та ужгородських «Карпат» та підтверджує статус п'ятиразового чемпіона України. Найбільше очок за сезон принесла своїй команді Ілона Гайкова. В її активі 166 забитих м'ячів у 22 матчах Суперліги. Також, за результатами голосування тренерів та капітанів команд Суперліги та збірної України Ілону Гайкову визнано кращою гандболісткою сезону.

### Сезон 2019/2020
У міжсезоння команду покинули п'ять провідних гандболісток — Ілона Катусова (Гайкова), Софія Давидянц, Діана Колодійчак та Тетяна Череп завершили ігрову кар'єру, Ірина Стельмах перейшла до білоруського «Гомеля». На зміну їм прийшли Яна Борисевич, Дарія Ляховенко, Вікторія Петрушко, Христина Майкут та Олеся Дяченко.
Розпочався сезон матчем за Суперкубок України проти срібного призера минулого сезону чемпіонату України — ужгородських «Карпат». «Галичанка» захистила титул володарів Суперкубку України обігравши «Карпати» з рахунком 32:20 (15:13). Кращою гравчинею у складі «Галичанка» було визнано Ілону Катусову, яка все ж вирішила взяти участь у матчі за Суперкубок. У жовтні 2019 року до команди повертається Марина Коновалова, яка минулий сезон провела в азербайджанській команді «Azeryol».
Перший етап Суперліги команда завершила на першому місці маючи в своєму активі 19 перемог та одну поразку від ужгородських «Карпат».
3 червня 2020 року Федерацією гандболу України в зв'язку з неможливістю проведення 12-го та 13 го турів жіночої Суперліги через карантинні обмеження було вирішено завершити чемпіонат України, а призерів визначити за підсумками першого етапу. Таким чином цього дня «Галичанка» офіційно здобула свою шості в історії «золоті» меділі в чемпіонату України. «Фінал чотирьох» Кубка України пройде у серпні 2020 р.

#### Кубок Європейської гандбольної федерації
У сезоні 2019/2020 «Галичанка» розпочала боротьбу за Жіночий Кубок ЄГФ у третьому кваліфікаційному раунді матчами проти команди «Azeryol» (Баку, Азербайджан), у другому зустрілась з командою «Magura» (Чиснедіє, Румунія). Перемігши з різницею сім м'ячів зі підсумком матчів третього кваліфікаційного раунду та програвши 3 м'ячі у другому раунді «Галичанка» вибуває з боротьби за КУбок ЄГФ.
- 3-й кваліфікаційний раунд

«Галичанка» — «Azeryol» 26:24 (15:12)
«Azeryol» — «Галичанка» 18:23 (10:15)
- 2-й кваліфікаційний раунд

«Magura» — «Галичанка» 31:23 (19:10)
«Галичанка» — «Magura» 19:14 (8:8)

#### Балтійська ліга
За підсумками трьох з'їздних турів перемігши у дев'яти матчах та в одному матчі зігравши внічию «Галичанка» вдруге стає чемпіоном Балтійської ліги.

### Сезон 2020/2021
У міжсезоння капітан Наталія Савчин, яка 9 сезонів провела в «Галичанці» перейшла до румунського клубу «CS Gloria» (Бистриця, Бистриця-Несеуд). Новим капітаном було обрано Тетяну Поляк.
21 червня 2020 року на посаду головного тренера клуб запросив Віталія Андронова. Віталій Миколайович вже очолював команду з березня по травень 2019 року. Допомагають йому в цьому сезоні Тетяна Штефан та Оксана Площинська (тренер воротарів). Також, до команди долучаються вихованки Львівського фахового коледжу спорту: воротар Марія Поляк, розігруюча Олеся Дяченко .
13 вересня 2020 року команда захистила титул володарок Кубка України, а 5 червня 2021 року вп'яте здобули трофей. MVP Кубка України 2021 було визнано лінійну «Галичанки» Анастасію Мєлєкєсцеву.
2020 рік команда завершила без жодної поразки, а в другий етап Суперліги кваліфікувалась з першого місця маючи в своєму активі 38 очок і зазнавши лише одну поразку від миколаївського «Реала».
Весною 2021 року 6 гравчинь команди, а саме: воротарі Марія Гладун і Вікторія Салтанюк, польові гравці Мар'яна Маркевич, Анастасія Мелекесцева, Тетяна Поляк та Діана Дмитришин в складі національної збірної України брали участь у кваліфікації на чемпіонат світу 2021 року.
Після зіграних 23 ігор чемпіонату «Галичанка» випереджала найближчого суперника на 15 очок і достроково оформила чемпіонство. У фінальному, третьому турі другого етапу команда здобуває дві перемоги у матчах проти миколаївського «Реалу» та ужгородських «Карпат» та підтверджує статус семиразового чемпіона України.

#### Європейський Кубок
У сезоні 2020/2021 «Галичанка» брала участь у розіграші Європейського Кубка. У матчах 1/16 фіналу команда двічі перемогла «ЖРК Куманово» з Північної Македонії. У 1/8 фіналу жереб звів «Галичанку» з білоруською командою «Вікторія-Берестьє» (Брест). Львів'янки перемогли в обох матчах, які відбулись 16 та 17 січня 2021 р. у Львові. В чвертьфіналі «Галичанка» зустрілась з іспанською командою «Атлетіко Ґвардес» (Club Balonmano Atlético Guardés). Програвши 14 лютого 2021 р. вдома 16:24 та зігравши внічию 24:24 на виїзді в іспанському місті Понтеведра 21 лютого 2021 р. «Галичанка» вибуває з боротьби за Європейський Кубок.
- 1/16 фіналу

20, 22 листопада 2020 р.
«Галичанка» — «ЖРК Куманово» 33:17 (11:8)
«ЖРК Куманово» — «Галичанка» 18:23 (10:15)
- 1/8 фіналу

16-17 січня 2021 р.
«Вікторія-Берестьє» — «Галичанка» 26:32 (18:14)
«Галичанка» — «Вікторія-Берестьє» 29:16 (16:9)
- 1/4 фіналу

14, 21 лютого 2021 р.
«Галичанка» — «Атлетіко Ґвардес» 16:24 (8:13)
«Атлетіко Ґвардес» — «Галичанка» 24:24 (13:7)

### Сезон 2021/2022
У міжсезоння команду покинуло три гравчині: голкіпер Марія Гладун підписала контракт з німецьким клубом «Füchse Berlin»,  Дарина Ляховенко цього сезону грає за «Львівську політехніку», Олександра Фурманець з сімейних причин переїжджає до Києва. Натомість з тернопільської команди «ЗУНУ-Енерго-ШВСМ» прийшла воротарка Софія Гуменюк, ліва півсередня Софія Голінська з Києва та колишні гравчині «Львівської політехніки» ліва півсередня Юлія Максимейко  і права крайня Людмила Мартинюк.
Підготовку до сезону команда розпочала з тренувальних зборів у Тячеві. Також провела товариські матчі в Польщі та взяла участь в гандбольному турнірі «XXIV міжнародний меморіал Генріка Круглинського».
2 вересня 2021 року в матчі за Суперкубок «Галичанка» перемогла херсонську «Дніпрянку» з рахунком 31:20 та захистила титул одноосібних володарок першого трофею сезону.
У жовтні 2021 року 6 гравчинь команди, а саме: Діана Дмитришин, Мар'яна Маркевич, Ірина Прокоп’як, Тетяна Поляк, Анастасія Мелекесцева та Марина Коновалова в складі національної збірної України брали участь в матчах кваліфікації на Євро-2022. Також, у червні 2021 року на посаду головного тренера жіночої національної збірної України було затверджено головного тренера «Галичанки» Віталія Андронова.
У січні 2022 року команда дозаявила голкіпера Марину Валієву, котра першу половину сезону 2021/2022 грала за команду «Спартак-Київ», а в попередніх сезонах захищала ворота «Галичанки» та «Львівської політехніки-ЛФКС».
У першому етапі Суперліги «Галичанка» перемогла у всіх матчах.
Через повномасштабну російсько-українську війну гравчині та тренерка Тетяа Штефан були змушені продовжити тренування в чеському місті Годонін. Команда протягом двох місяців тренувалась разом з суперницями в 1/32 Кубка Європи — ГК «Годонін», провела з ними благодійний товариський матч.
В квітні 2022 року троє гравчинь команди: ліва крайня Юлія Головко, ліва півсередня Христина Майкут та права півсередня Ангеліна Овчаренко вирішили завершити ігрову кар'єру.
26 квітня 2022 року на засіданні Комітету з організації та проведення змагань ФГУ вирішили завершити чемпіонат та визначити підсумкові місця команд згідно турнірної таблиці станом на 24 лютого 2022 року — «Галичанка» здобула восьме поспільспіль чемпіонство.

#### Кубок Європи
У сезоні 2021/2022 команда брала участь у розіграші Кубка Європи. У матчах 1/32 фіналу (другого кваліфікаційного раунду), які пройшли у Львові 16-17 жовтня 2021 р. «Галичанка» зустрілась з  командою ГК «Годонін» (Годонін, Чехія). Перемігши в обох матчах команда проходить у третій кваліфікаційний раунд Кубка.
Матчі 1/16 фіналу команда зіграла проти словацької «Ювенти» з міста Михайлівців. Перший матч пройшов 14 листопада 2021 р. у Львові, матч-відповідь — 21 листопада в Михайлівцях. За сумою голів у двох матчах «Галичанка» перемагає з рахунком 45:44 та виходить у 1/8 фіналу.
У 1/8 фіналу жереб звів «Галичанку» з командою «Бріксен Зюдтіроль» (Брессаноне, Італія). Перший матч відбувся 8 січня 2022 р. в Брессаноне. Матч-відповідь, який мав відбутись 16 січня у Львові скасовано через захворювання гравчинь «Бріксен Зюдтіроль» на COVID-19. Рішенням ЄГФ «Галичанці» зараховано технічну перемогу в цьому матчі з рахунком 10:0. Здобувши дві перемоги команда виходить у 1/4 фіналу.
Один з двох запланованих чвертьфінальних матчів команда зіграла проти команди «Н71» з міста Гойвік, острів Стреймой Фарерських островів. Перший матч мав відбутись 13 лютого 2022 р. у Львові, але команда «Н71» напередодні не прибула до України. Згодом, 4 березня Європейська федерація гандболу ухвалила рішення зарахувати в цьому матчі технічну поразку команді «Н71» 20 лютого 2022 р. в місті Торсгавн відбувся другий поєдинок, в якому «Галичанка» перемогля з рахунком 26:27.
Півфінальні матчі проти іспанської команди «Рокаса Гран Канарія» пройшли 26 березня в чеському Годоніні, куди команда змушена була тимчасово переїхати через повномасштабну російсько-українську війну та 3 квітня 2022 року на іспанському острові Гран-Канарія». У першому матчі «Галичанка» перемогла з рахунком 20:19, але поступилась на виїзді 34:27 і припиняє боротьбу за трофей
- 1/32 фіналу

16-17 жовтня 2021 р.
«Годонін» — «Галичанка» 11:22 (5:11)
«Галичанка» — «Годонін» 26:16 (14:8)
- 1/16 фіналу

14, 21 листопада 2021 р.
«Галичанка» — «Ювента» 27:22 (15:10)
«Ювента» — «Галичанка» 22:18 (11:8)
- 1/8 фіналу

8 січня 2022 р.
«Бріксен Зюдтіроль» — «Галичанка» 29:36 (16:20)
«Галичанка» — «Бріксен Зюдтіроль» 10:0
- 1/4 фіналу

13, 20 лютого 2022 р.
«Галичанка» — «H71» 10:0
«H71» — «Галичанка» 26:27 (13:10)
- 1/2 фіналу

26 березня, 3 квітня 2022 р.
«Галичанка» — «Рокаса Гран Канарія» 20:19 (12:11)
«Рокаса Гран Канарія» — «Галичанка» 34:27 (18:15)

### Сезон 2022/2023
У чемпіонаті України сезону 2022/2023 «Галичанка» та ще 5 команд-учасниць зіграли 6 турів за з'їздною системою.
Підготовку до сезону команда розпочала на початку липня у Львові. З 25 липня до 30 липня 2022 гравчині «Галичанки», які навчаються в ЛДУФК, а саме Вікторія Салтанюк, Ольга Василяка, Олеся Дяченко, Софія Голінська, Мар'яна Маркевич, Юлія Головко, Ірина Прокоп'як, Катерина Козак, Анастасія Мєлєкєсцева, Діана Дмитришин та Тетяна Поляк під керівництвом Віталія Андронова брали участь в Європейських Університетських Іграх, які приймало польське місто Лодзь. Перемігши у всіх матчах львівська команда здобула «золото» турніру.
У серпні команду покинули воротарка Софія Гуменюк та розігруюча Наталя Шипляк, Ольга Василяка та Юлія Максимейко перейшли до чеського «Годоніна», натомість до команди приєднались Катерина Гайдук, яка в минулому сезоні грала за «Львівську політехніку-ЛФКС», Анастасія Ткач та Крістіна Сорокіна з херсонської «Дніпрянки», Владислава Слободян та Світлана Гавриш-Аксьонова миколаївського «Реала»
З 3 серпня по 15 серпня 2022 року провела тренувальний збір у м. Тячів Закарпатської області.
Здобувши перемоги у 13-и матчах та отримавши одну технічну поразку, «Галичанка» за дві гри до завершення чемпіонату забезпечила собі дострокове чемпіонство.
У сезонах 2023-2024 та 2024-2025 лінійна Анастасія Мелекесцева та воротарка Вікторія Салтанюк гратимуть за польський гандбольний клуб гміни Кобежиці.
Гравчині команди, які навчаються в ЛДУФК здобули „золото“ XVIII Літньої Універсіади України, що проходила у Львові з 1 червня по 5 червня 2023..

#### Чемпіонат Польщі
«Галичанка» брала участь у чемпіонаті Польщі (Суперлізі). У зв'язку з розширенням формату чемпіонату з 8 до 10 команд додаткові ліцензії на участь у PGNiG жіночій Суперлізі було надано львів'янкам та клубу «KPR Ruch Chorzow» з міста Хожув. Домашні матчі «Галичанка» проводить в спортивно-відпочинковому комплексі в місті Маркі Варшавської агломерації.
2022 рік команда закінчує на 5-му місці турнірної таблиці PGNiG жіночої Суперліги, маючи в своєму активі 18 очок — 6 перемог в основний час у десяти матчах.
У середині грудня 2022 року замість голкіперки Марини Валієвої команда дозаявляє Тетяну Миколюк, а на початку лютого 2023 року ліву крайню Юлію Гутник, ліву півсередню Ванессу Лакатош та розігруючу Каріну Здрілу, які також захищають кольори «Львівської політехніки-ЛФКС» в чемпіонаті України.
За підсумками основного етапу чемпіонату Польщі «Галичанка» посіла 6-е місце турнірної таблиці та у фінальному етапі потрапляє до групи, де будуть розіграні нагороди чемпіонату.
У березні 2023 року до команди долучається Анна Стадник — воротарка юнацької збірної України з пляжного гандболу.
Завершує чемпіонат команда на 6-й сходинці, маючи в своєму активі 9 перемог 17 поразок в основний час та по одній перемозі та поразці після серії післяматчевих штрафних кидків.
|  |  |  |

#### Кубок Європи
У сезоні 2022/2023 команда брала участь у розіграші Кубка Європи, як минулорічний півфіналіст Кубка «Галичанка» розпочала боротьбу з третього раунду, в якому жереб звів львів'янок з турецькою командою «Коньяалти Анталія». Матчі пройшли 3 грудня та 4 грудня 2022 року в Анталії. Програвши обидва матчі «Галичанка» покидає боротьбу за Кубок.
- 1/16 фіналу

3—4 грудня 2022 р.
«Галичанка» — «Коньяалти Анталія» 26:30 (10:14)
«Коньяалти Анталія» — «Галичанка» 30:28 (14:16)

### Сезон 2023/2024
У міжсезоння, окрім Анастасії Мелекесцевої та Вікторії Салтанюк команду покинула Владислава Слободян, перейшовши до ужгородських «Карпат». Натомість, з Ужгорода прийшла Мілана Шукаль, з «Львівської політехніки-ЛФКС» переходять Юлія Гутник, Анастасія Дутко, Каріна Здріла та Тетяна Миколюк. Після дворічної перерви, спортивну кар'єру в «Галичанці» продовжить ліва півсередня Світлана Гавриш-Аксьонова.
Підготовку до сезону команда розпочала 10 липня 2023 р. у Львові. З 15 по 30 липня провела тренувальний збір у м. Тячів Закарпатської області. З 11 по 13 серпня 2023 р. команда взяла участь у Кубку міста Михайлівці, де зіграла з командами «Ювента» (Словаччина), «DHC Slavia Praha» (Чехія),  «Alba Fehérvár KC» (Угорщина) та «MKS FunFloor Perła» (Польща).
19 серпня 2023 р. «Галичанка» зіграла проти ужгородських «Карпат» у матчі за Суперкубок України. Програючи перший тайм з рахунком 14:19 виборола перемогу та захистила звання володарок Суперкубка.
Семеро гравчинь команди — Тетяна Поляк, Мар'яна Маркевич, Ірина Прокоп'як, Олеся Дяченко, Мілана Шукаль, Катерина Козак та Марина Коновалова у складі національної збірної виступали на чемпіонаті світу 2023, де посіли 23 місце.
Наприкінці 2023 року, участю в чемпіонаті світу 2023 ліва крайня Марина Коновалова завершує гандбольну кар'єру.
2023 рік команда завершує посідаючи другу сходинку чемпіонату України здобувши 6 перемог та 2 поразки.
У січні 2024 року з ужгородських «Карпат» перейшла ліва крайня Аліса Петрів. Перший матч в складі «Галичанка» Аліса провела 14 січня, закинувши 2 м'ячі у ворота «Старт Ельблонґ» в чемпіонаті Польщі.
У період від листопада 2023 р. до лютого 2024 р. «Галичанка» зазнала значних кадрових втрат: серйозні травми досвідчених гравчинь, декретну відпустку Мар'яни Маркевич, завершення Мариною Коноваловою ігрової кар'єри. Процес відновлення Діани Дмитришин та Мілани Шукаль після травм тривав до кінця квітня 2024 р.
Перший етап чемпіонату України «Галичанка» завершує посідаючи першу сходинку турнірної таблиці здобувши 16 перемог та 2 поразки. На другому етапі команда перемогла в усіх дев'яти матчах і маючи в своєму активі 75 очок (25 перемог у 27 матчах) 24 травня 2024 року офіційно здобуває 10 титул чемпіонок України.
Гравчині команди, які навчаються в ЛДУФК здобули „золото“ XIX Літньої Універсіади України, що проходила у Києві з 20 червня по 23 червня 2024.

#### Чемпіонат Польщі
«Галичанка» брала участь у чемпіонаті Польщі (Суперлізі). Домашні матчі львів'янки проводила у Польщі, в м. Ланьцут.
Основний етап польської Суперліги львівська команда завершила на 9 місці турнірної таблиці маючи в своєму активі 12 очок — 4 перемоги та 14 поразок. За 2 тури до закінчення чемпіонату Польщі перебуваючи на 10 сходинці турнірної таблиці, з відставанням 6 очок від найближчого суперника, львівська команда втратила можливість брати участь в польській Суперлізі сезону 2024—2025.
|  |  |  |

### Сезон 2024/2025
У сезоні 2024/2025 «Галичанка» бере участь у трьох турнірах: українській Суперлізі, чемпіонаті Польщі та Кубку Європи.
У міжсезоння команду покинула Софія Голінська, перейшла у польський гандбольний клуб гміни Кобежиці. З ГК «Львівська політехніка» перейшли права півсередня Вікторія Мальована, права крайня Софія Заплатинська, ліва півсередня Владислава Сорокіна, лінійна Софія Гіщак та воротарка Анжеліка Грабчак. Також у цьому сезоні до команди повернулась Марина Коновалова, яка у кінці 2023 року оголосила про закінчення ігрової кар'єри та Леся Смолінг, яка з командою взяла участь у матчах Кубка Європи.
З 14 липня по 28 липня 2024 року «Галичанка» проводила передсезонний тренувальний збір у м. Городенка Івано-Франківської області. З 8 серпня по 10 серпня 2024 року в Брно (Чехія) команда провела 3 товариські матчі з «HK Slovan Duslo Šaľa» (Словаччина), «Sokol Písek» (Чехія) та «7DROPS WAT Atzgersdorf» (Австрія). Львів'янки перемогли у всіх матчах з рахунком 28:24, 23:22 та 34:24 відповідно.
Тренерський штаб цього сезону: головний тренер Віталій Андронов, помічники головного тренера Тетяна Штефан та Віталій Надич, тренер воротарів Андрій Хім'як, лікар Ростислав Козакевич, фізіотерапевт Юлія Головко.
У розіграші Суперкубка України 2024 команда поступилась ужгородським «Карпати». Після нічийного рахунку 34:34 в основний час львів'янки програли 4:5 у серії післяматчевих семиметрових кидків.
П'ятеро гравчинь «Галичанки»: Марія Поляк, Ванесса Лакатош, Ірина Прокоп'як, Анастасія Ткач та Катерина Козак у складі національної збірної виступали на чемпіонаті Європи 2024, де зазнали поразок у матчах групового етапу проти збірних Німеччини, Ісландії, Нідерландів та посівши 4 місце в групі вибули з турніру.
2024 рік команда завершує у статусі одноосібного лідера української Суперліги здобувши 10 перемог в 10 матчах.
30 січня 2025 року лінійна Катерина Гайдук перейшла з «Галичанки» до рівненської суперлігової команди «Рівне-ДЮСШ-4».
За два тури до закінчення чемпіонату України, здобувши перемоги у всіх 22 матчах львівська команда достроково забезпечує собі одинадцяте поспіль чемпіонство України.
6 червня 2025 року «Галичанка» захистила титул володарок Кубка України. 
За підсумками голосування тренерів та капітанів команд жіночої Суперліги Мілану Шукаль було визнано найкориснішою гравчинею чемпіонату України. Також в її активі відзнаки кращої півсередньої чемпіонату та найкращої гравчині Кубка України. Кращою лінійною чемпіонату визнано Ірину Прокоп'як, а кращим тренером — Віталія Андронова.

#### Чемпіонат Польщі
«Галичанка» брала участь у Центральній лізі чемпіонату Польщі. Домашні матчі проводила на майданчику Бази відпочинку та рекреації в селі Цмоляс Кольбушовського повіту Підкарпатського воєводства. Команда зіграла 22 матчі у цьому сезоні чемпіонату.
2025 рік «Галичанка» зустріла на 1 сходинці турнірної таблиці Центральної ліги, команда перемогла в усіх 9 зіграних матчах.
За два тури до закінчення чемпіонату Польщі, здобувши 20 перемог у 20 матчах — 19 перемог в основний час та одну перемогу за післяматчевими семиметровими кидками, львівська команда достроково забезпечує собі чемпіонство Центральної ліги Польщі та право участі у польській Суперлізі у сезоні 2025—2026. Всього в чемпіонаті команда здобула 20 перемог в основний час, одну перемогу та одну поразку за післяматчевими семиметровими кидками.

#### Кубок Європи
У сезоні 2024/2025 «Галичанка» у розіграші Кубка Європи ЄГФ розпочала боротьбу з другого раунду (1/32 фіналу). Жеребкування відбулось 16 липня 2024 року в штаб-кватирі ЄГФ, суперницями львів'янок стала команда «Azeryol» з Баку, Азербайджан. Матчі 2 раунду Кубка Європи пройшли 5 жовтня та 6 жовтня 2024 року в Азербайджані. «Галичанка» виграла обидва матчі та проходить до наступного раунду турніру. У третьому раунді жереб звів «Галичанку» з командою «Garabagh» (Баку, Азербайджан). Матчі пройшли 16 листопада та 17 листопада 2024 року в азербайджанському місті Мінгечаур. Обігравши суперниць в обидвох матчах львів'янки потрапляють до 1/8 фіналу турніру, де жереб звів їх з ісландською командою «Haukar». Матчі пройшли 11 січня та 12 січня 2025 року в Гапнарф'єрдюрі, Ісландія. Для Мар'яни Маркевич ці матчі стали першими після декретної відпустки.
Зазнавши поразки у обох матчах 1/8 фіналу «Галичанка» припиняє участь в турнірі.
- 2-й кваліфікаційний раунд

«Azeryol» — «Галичанка» 22:36 (12:15)
«Галичанка» — «Azeryol» 32:16 (19:8)
- 3-й кваліфікаційний раунд

«Галичанка» — «Garabagh» 33:20 (14:10)
«Garabagh» — «Галичанка» 19:34 (6:14)
- 1/8 фіналу

«Галичанка» — «Haukar» 24:26 (9:12)
«Haukar» — «Галичанка» 24:22  (13:10)

### Сезон 2025/2026
У цьому сезоні Мілана Шукаль гратиме за польський гандбольний клуб гміни Кобежиці.
З ужгородських «Карпат»до «Галичанки» перейшла Карина Колодюк, після тривалого відновлення від травми на майданчик повертаєтьсяДіана Дмитришин. Також до команди долучаються семеро молодих гравчинь: права крайня Ганна Чаповська (2007 р. н.), праві півсередні Марія Осадчук та Крістіна Гедзь, ліві півсередні Вікторія Бондар, Руслана Магурська та Ангеліна Прокопець, воротарка Наталія Ткач (2008 р. н.).
З 12 по 20 липня 2025 року п'ятеро гравчинь команди, а саме Вікторія Мальована, Софія Заплатинська, Владислава Сорокіна, Ванесса Лакатош та Анжеліка Грабчак викликались до лав юнацької збірної України з гандболу. Перемігши у всіх матчах дивізіону Б Чемпіонату Європи з гандболу серед дівчат віком до 19 років національна команда здобула золоті нагороди турніру.

#### Кубок Європи
У сезоні 2025/20256 «Галичанка» у розіграші Кубка Європи ЄГФ розпочне боротьбу з другого раунду (1/32 фіналу) Жеребкування відбулось 15 липня 2025 року в штаб-кватирі ЄГФ, суперницями львів'янок стала команда «Беті-Онак» з Вільява, Іспанія.

#### Чемпіонат Польщі
«Галичанка» братиме участь у чемпіонаті Польщі (Суперлізі). Домашні матчі проводитиме в спортивно-відпочинковому комплексі в місті Білгорай Люблінського воєводства. Старт чемпіонату заплановано на 3 вересня 2025 року.

## Досягнення
- Чемпіонат України
  -  Чемпіон  (11): 2015, 2016, 2017, 2018, 2019, 2020, 2021, 2022, 2023, 2024, 2025
  -  Срібний призер (5): 2005, 2007, 2008, 2013, 2014
  -  Бронзовий призер (7): 1998, 2000, 2002, 2003, 2004, 2006, 2009.

- Кубок України
  -   Володар (8): 2016, 2017, 2019, 2020, 2021, 2023, 2024, 2025
  -  Фіналіст (1): 2018

- Суперкубок України
  -   Володар (6): 2016, 2017, 2018, 2019, 2021, 2023

- Балтійська жіноча гандбольна ліга
  -  Чемпіон  (2): 2018, 2020
  -  Бронзовий призер (1): 2017

- Чемпіонат УРСР
  -  Чемпіон  (1): 1988
  -  Срібний призер ():
  -  Бронзовий призер ():

## Склад команди

### Сезон 2023/2024
| №  | Ім'я, прізвище    | Позиція         | Спорт. звання | Країна | Дата народження | Зріст  | Вага  |
| -- | ----------------- | --------------- | ------------- | ------ | --------------- | ------ | ----- |
| 1  | Марія Поляк       | воротар         | КМС           |        | 15/03/2004      | 174 см | 83 кг |
| 3  | Олеся Дяченко     | розігруюча      | КМС           |        | 02/03/2003      | 168 см | 64 кг |
| 4  | Каріна Здріла     | розігруюча      | КМС           |        | 19/03/2006      | 164 см | 68 кг |
| 5  | Софія Голінська   | розігруюча      | КМС           |        | 10/04/2002      | 169 см | 64 кг |
| 6  | Анастасія Ткач    | ліва півсередня | КМС           |        | 15/06/2004      | 176 см | 68 кг |
| 7  | Мар'яна Маркевич  | розігруюча      | МС            |        | 05/01/1998      | 167 см | 63 кг |
| 8  | Юлія Гутник       | ліва крайня     | КМС           |        | 23/06/2006      | 166 см | 62 кг |
| 9  | Ванесса Лакатош   | ліва півсередня | КМС           |        | 08/06/2006      | 180 см | 76 кг |
| 10 | Анастасія Дутко   | розігруюча      | ?             |        | 15/09/2006      | 179 см | 71 кг |
| 11 | Ірина Прокоп'як   | лінійна         | МС            |        | 11/06/2003      | 177 см | 70 кг |
| 16 | Анна Стадник      | воротар         | ?             |        | 21/12/2004      | 172 см | 63 кг |
| 17 | Андріана Скіцько  | розігруюча      | КМС           |        | 17/04/2007      | 170 см | 50 кг |
| 18 | Аліса Петрів      | ліва крайня     | МС            |        | 12/02/2003      | 170 см | 53 кг |
| 19 | Марина Коновалова | ліва крайня     | МС            |        | 19/11/1996      | 171 см | 60 кг |
| 20 | Катерина Козак    | ліва крайня     | КМС           |        | 06/12/2002      | 180 см | 68 кг |
| 21 | Мілана Шукаль     | права крайня    | МС            |        | 16/08/2001      | 173 см | 55 кг |
| 31 | Світлана Гавриш   | ліва півсередня | МС            |        | 07/02/2000      | 175 см | 70 кг |
| 33 | Діана Дмитришин   | права крайня    | МС            |        | 25/04/2002      | 175 см | 58 кг |
| 77 | Тетяна Миколюк    | воротар         | КМС           |        | 01/09/2003      | 176 см | 62 кг |
| 99 | Тетяна Поляк (к)  | розігруюча      | МС            |        | 27/07/1999      | 176 см | 61 кг |

### Сезон 2024/2025
| №  | Ім'я, прізвище      | Позиція          | Спорт. звання | Країна | Дата народження | Зріст  | Вага  |
| -- | ------------------- | ---------------- | ------------- | ------ | --------------- | ------ | ----- |
| 1  | Марія Поляк         | воротар          | КМС           |        | 15/03/2004      | 174 см | 83 кг |
| 3  | Олеся Дяченко       | розігруюча       | КМС           |        | 02/03/2003      | 168 см | 64 кг |
| 4  | Каріна Здріла       | розігруюча       | КМС           |        | 19/03/2006      | 164 см | 68 кг |
| 5  | Вікторія Мальована  | права півсередня | КМС           |        | 20.05.2007      | 170 см | 60 кг |
| 6  | Анастасія Ткач      | ліва півсередня  | КМС           |        | 15/06/2004      | 176 см | 68 кг |
| 7  | Мар'яна Маркевич    | розігруюча       | МС            |        | 05/01/1998      | 167 см | 63 кг |
| 8  | Владислава Сорокіна | ліва півсередня  | КМС           |        | 05.03.2007      | 173 см | ? кг  |
| 9  | Ванесса Лакатош     | ліва півсередня  | КМС           |        | 08/06/2006      | 180 см | 76 кг |
| 10 | Анастасія Дутко     | розігруюча       | ?             |        | 15/09/2006      | 179 см | 71 кг |
| 11 | Ірина Прокоп'як     | лінійна          | МС            |        | 11/06/2003      | 177 см | 70 кг |
| 12 | Анжеліка Грабчак    | воротарка        | КМС           |        | 06/11/2007      | 171 см | 74 кг |
| 14 | Софія Гіщак         | лінійна          | КМС           |        | 02/11/2007      | 177 см | 64 кг |
| 16 | Анна Стадник        | воротар          | ?             |        | 21/12/2004      | 172 см | 63 кг |
| 17 | Андріана Скіцько    | розігруюча       | КМС           |        | 17/04/2007      | 170 см | 50 кг |
| 18 | Аліса Петрів        | ліва крайня      | МС            |        | 12/02/2003      | 170 см | 53 кг |
| 19 | Марина Коновалова   | ліва крайня      | МС            |        | 19/11/1996      | 171 см | 60 кг |
| 20 | Катерина Козак      | ліва крайня      | КМС           |        | 06/12/2002      | 180 см | 68 кг |
| 21 | Мілана Шукаль       | права крайня     | МС            |        | 16/08/2001      | 173 см | 55 кг |
| 23 | Софія Заплатинська  | права крайня     | КМС           |        | 15.12.2007      | 170 см | 50 кг |
| 31 | Світлана Гавриш     | ліва півсередня  | МС            |        | 07/02/2000      | 175 см | 70 кг |
| 33 | Діана Дмитришин     | права крайня     | МС            |        | 25/04/2002      | 175 см | 58 кг |
| 57 | Леся Смолінг        | розігруюча       | МС            |        | 23/01/1994      | 171 см | 69 кг |
| 77 | Тетяна Миколюк      | воротар          | КМС           |        | 01/09/2003      | 176 см | 62 кг |
| 99 | Тетяна Поляк (к)    | розігруюча       | МС            |        | 27/07/1999      | 176 см | 61 кг |

## Тренери
- Віталій Андронов (04.03.2019—24.05.2019, 21.06.2020—)
- Василь Козар (2007—2015, 06.2018—01.03.2019)
- Тетяна Штефан (—09.05.2018, 04.03.2019—)
- Анжела Савченко (2016—09.05.2018, 01.07.2019—06.2020)
- Оксана Площинська (07.2019—08.2024)
- Андрій Хім'як (08.2024—)
- Віталій Надич (08.2024—)

## Галерея

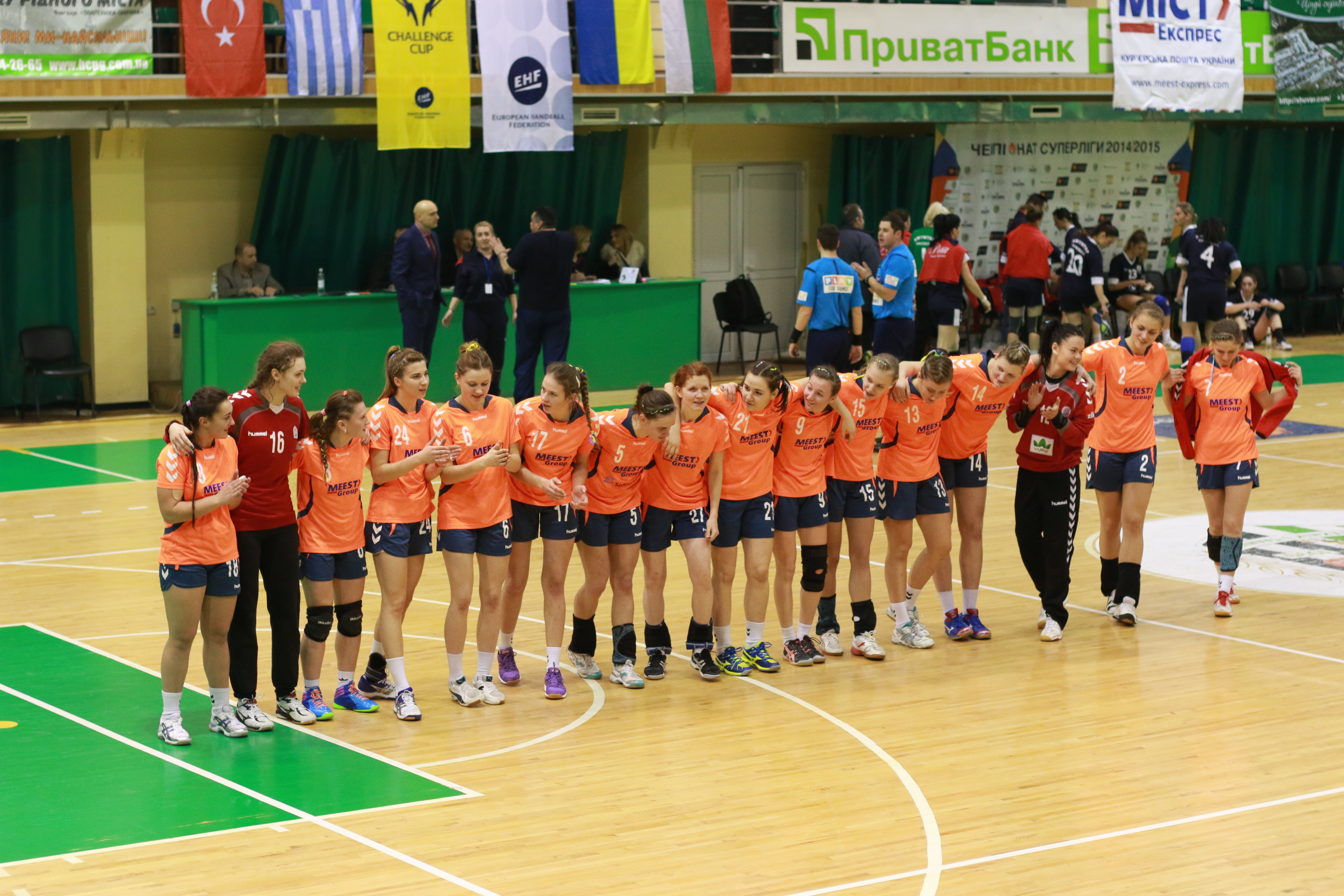
Команда у сезоні 2014/2015
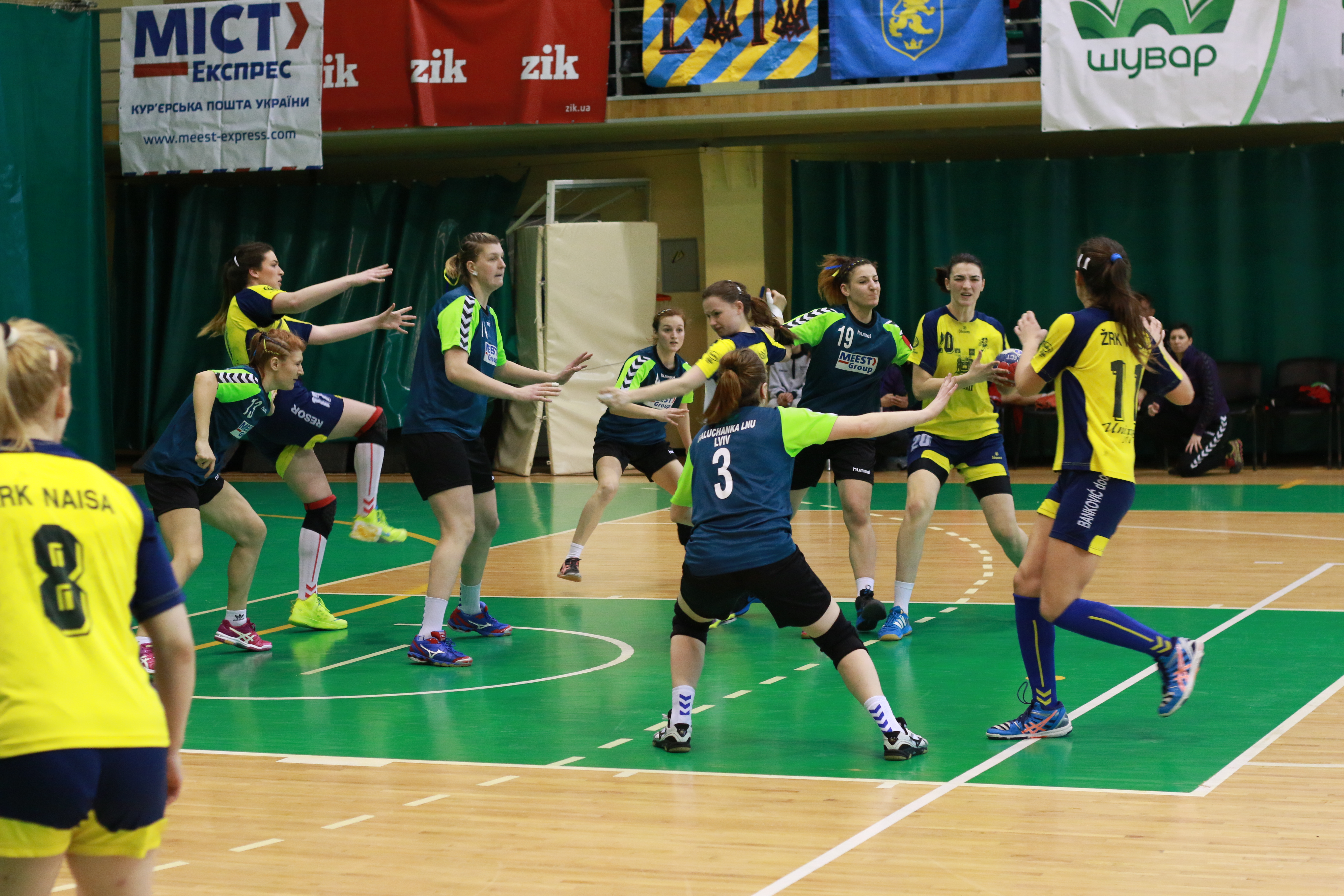
У матчі проти команди Наіса Ніс, Сербія
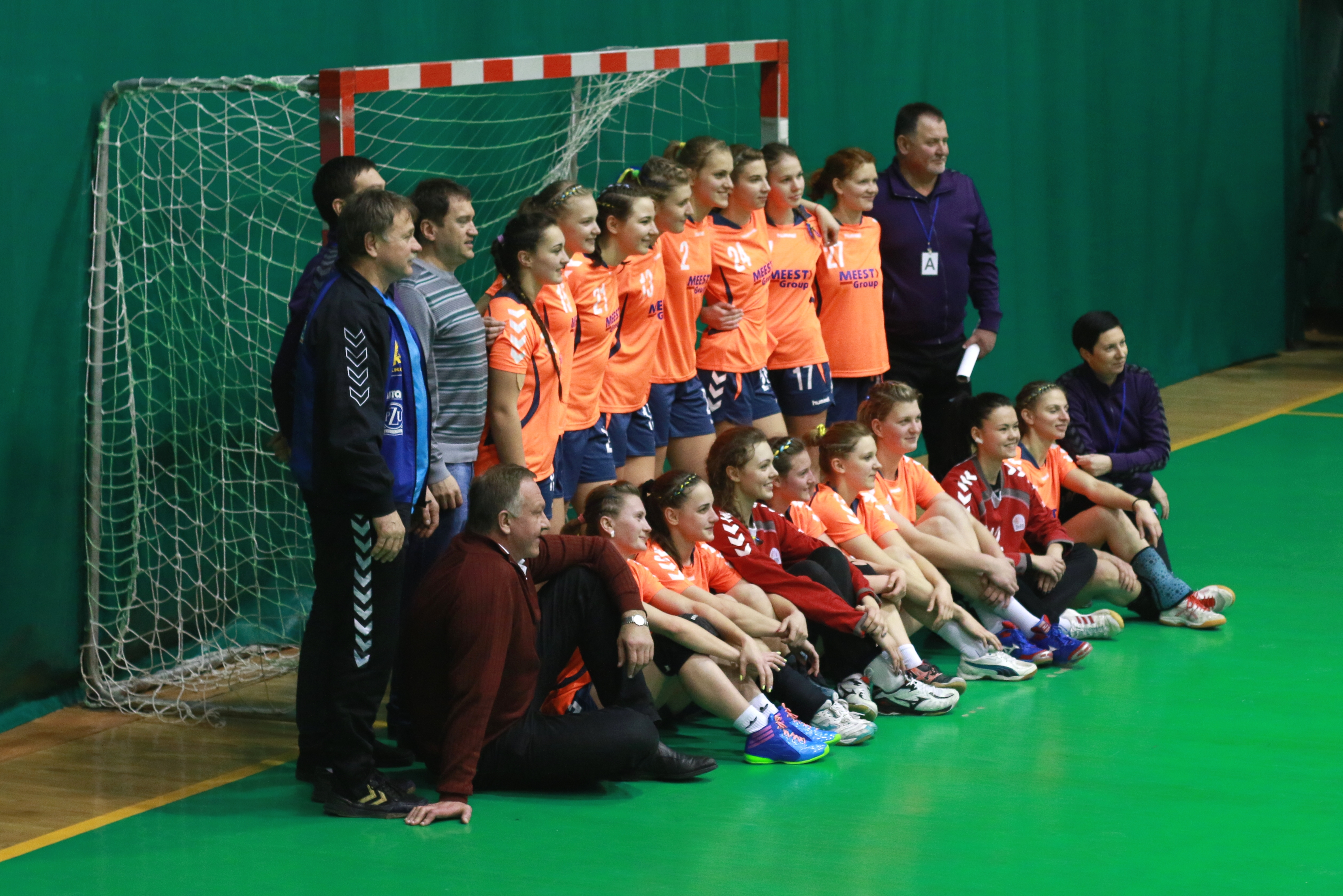
Команда у сезоні 2014/2015
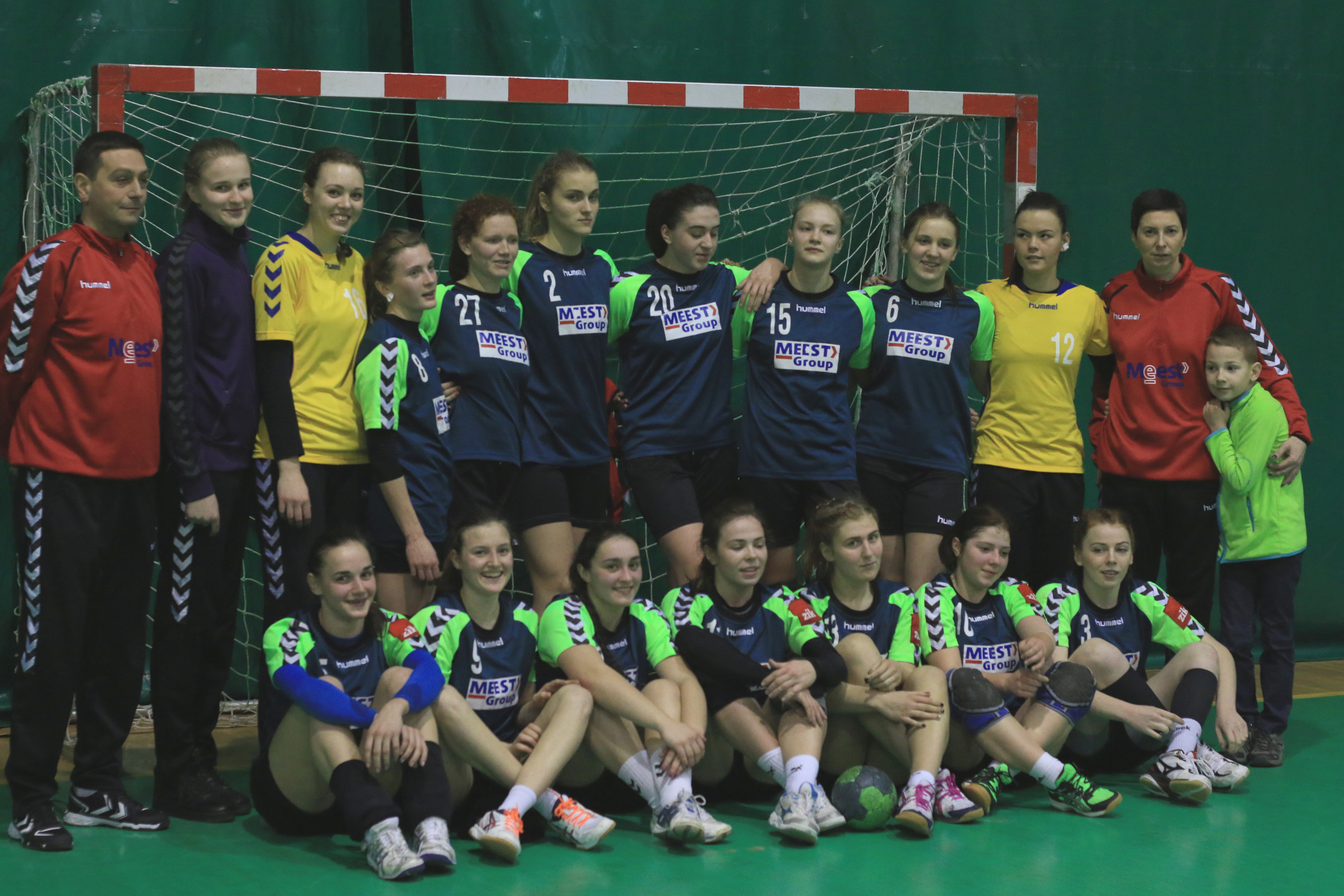
Команда у сезоні 2015/2016
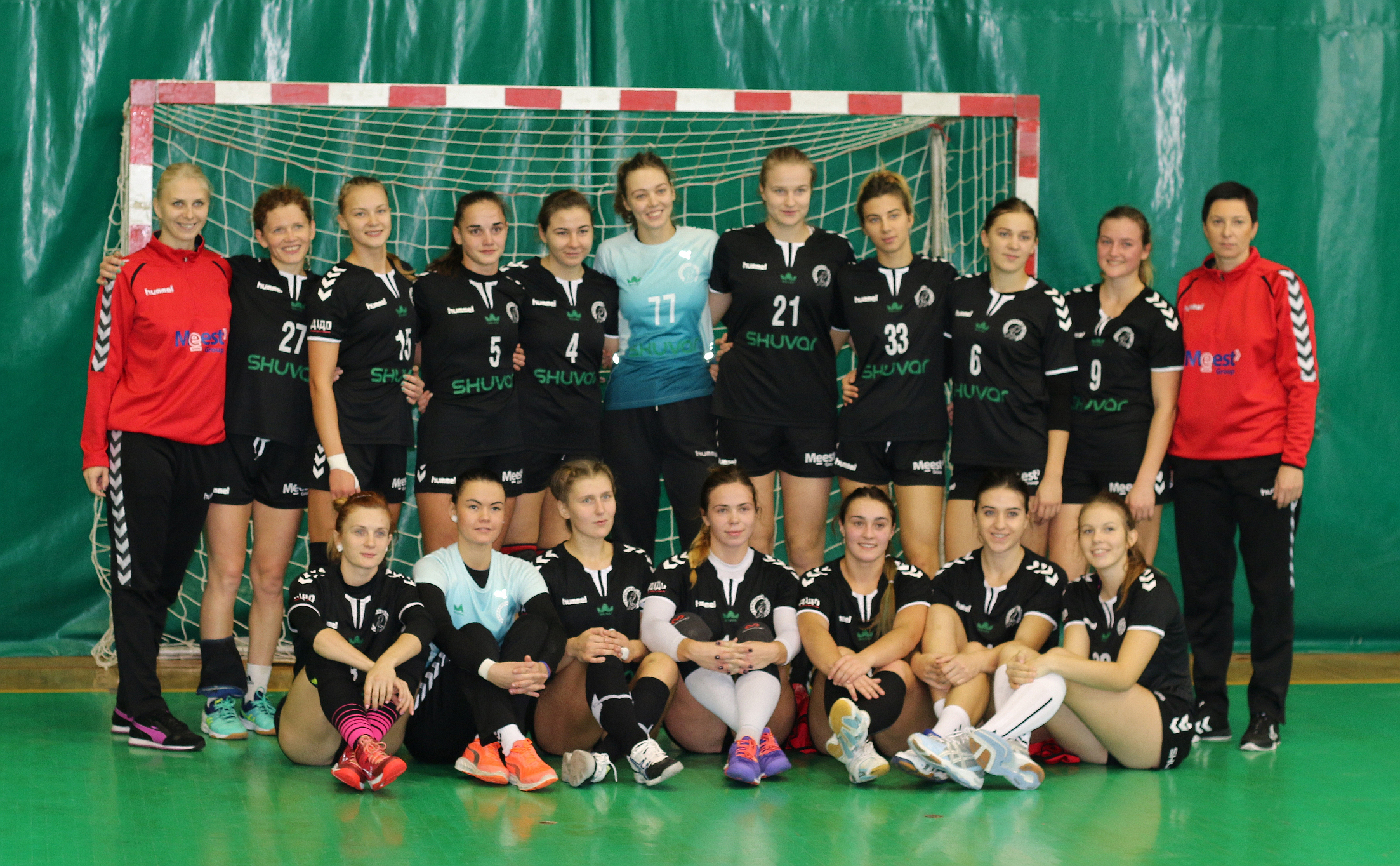
Команда у сезоні 2016/2017
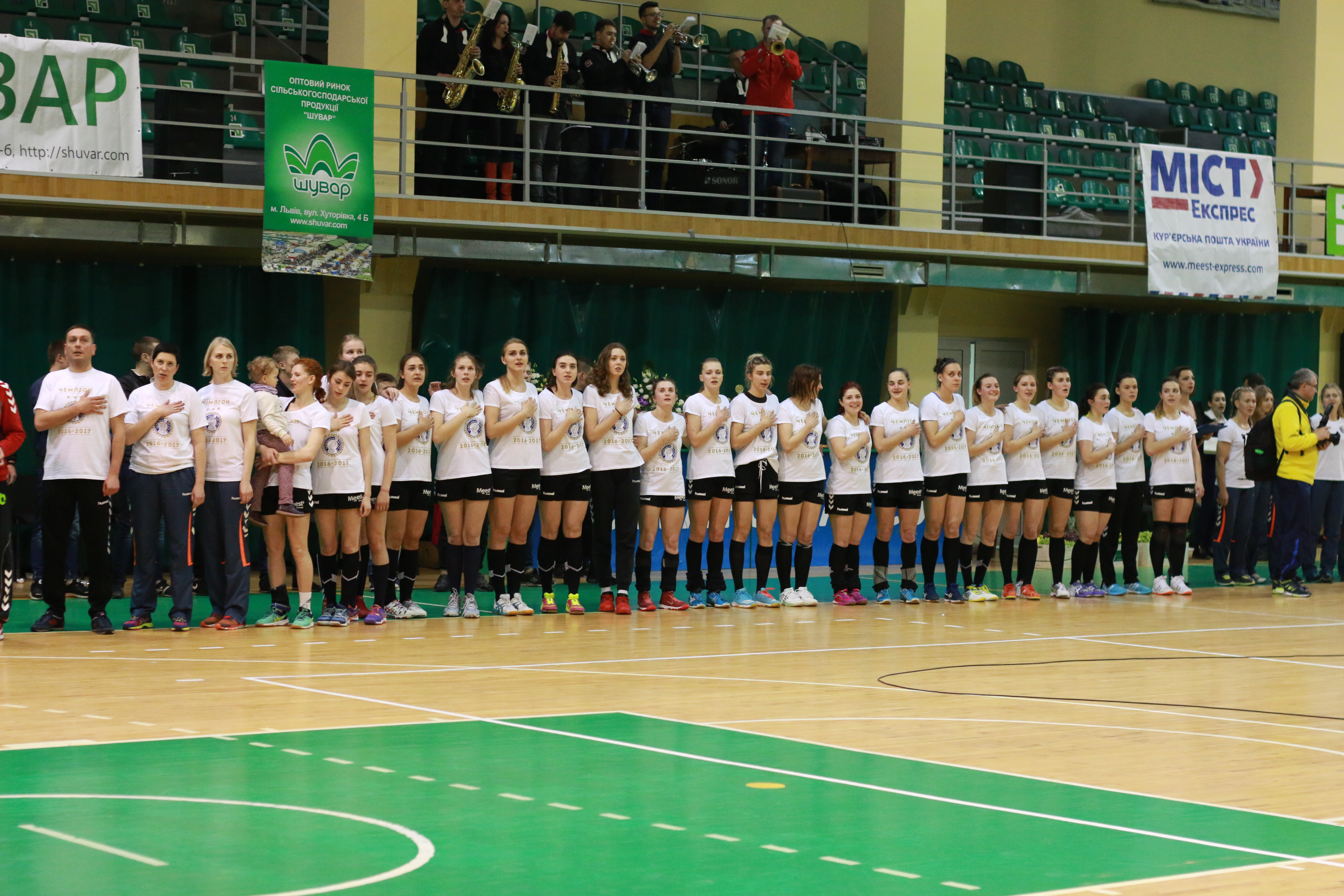
На церемонії нагородження призерів української жіночої Суперліги сезону 2016/2017

## Усі сезони
| Сезон   | Ліга   | Ігор | В    | Н | П  | М        | О  | Місце  |
| ------- | ------ | ---- | ---- | - | -- | -------- | -- | ------ |
| 1992    | Д1     |      |      |   |    |          |    | 4(12)  |
| 1992/93 | Д1     |      |      |   |    |          |    | 4(12)  |
| 1993/94 | Д1     |      |      |   |    |          |    | 4(8)   |
| 1994/95 | Д1     |      |      |   |    |          |    | 4      |
| 1995/96 | Д1     |      |      |   |    |          |    | 5(8)   |
| 1996/97 | Д1     |      |      |   |    |          |    | 8(12)  |
| 1997/98 | Д1     |      |      |   |    |          |    | 3(8)   |
| 1998/99 | Д1     | 14   | 3    | 0 | 11 | 174-256  | 6  | 7(8)   |
| 1999/00 | Д1     |      |      |   |    |          |    | 5(8)   |
| 2000/01 | Д1     |      |      |   |    |          |    | 4(8)   |
| 2001/02 | Д1     |      |      |   |    |          |    | 3(8)   |
| 2002/03 | Д1     |      |      |   |    |          |    | 3(8)   |
| 2003/04 | Д1     |      |      |   |    |          |    | 3(8)   |
| 2004/05 | Д1     |      |      |   |    |          |    | 2(7)   |
| 2005/06 | Д1     |      |      |   |    |          |    | 3(8)   |
| 2006/07 | Д1     |      |      |   |    |          |    | 2(8)   |
| 2007/08 | Д1     |      |      |   |    |          |    | 2(8)   |
| 2008/09 | Д1     |      |      |   |    |          |    | 3(8)   |
| 2009/10 | Д1     |      |      |   |    |          |    | 5(8)   |
| 2010/11 | Д1     |      |      |   |    |          |    | 7(7)   |
| 2011/12 | Д1     |      |      |   |    |          |    | 5(7)   |
| 2012/13 | Д1     |      |      |   |    |          |    | 2(7)   |
| 2013/14 | Д1     |      |      |   |    |          |    | 2(4)   |
| 2014/15 | Д1     | 30   | 30   | 0 | 0  | 1130-551 | 60 | 1(11)  |
| 2015/16 | Д1     | 32   | 29   | 0 | 3  | 1011:621 | 58 | 1 (6)  |
| 2016/17 | Д1     | 26   | 24   | 0 | 2  | 787:473  | 48 | 1(6)   |
| 2017/18 | Д1     | 26   | 23   | 2 | 1  | 739:508  | 48 | 1(6)   |
| 2018/19 | Д1     | 26   | 22   | 1 | 2  | 832:553  | 47 | 1(6)   |
| 2019/20 | Д1     | 20   | 19   | 0 | 1  | 687:370  | 38 | 1(6)   |
| 2020/21 | Д1     | 26   | 24   | 1 | 1  | 899:501  | 49 | 1(6)   |
| 2021/22 | Д1     | 20   | 20   | 0 | 0  | 679:403  | 40 | 1(6)   |
| 2022/23 | Польща | 28   | 10   | - | 18 | 698:714  | 30 | 6(10)  |
| 2022/23 | Д1     | 15   | 14   | 0 | 1  | 518:284  | 28 | 1(6)   |
| 2023/24 | Польща | 24   | 4    | - | 20 | 603:733  | 12 | 10(10) |
| 2023/24 | Д1     | 27   | 25   | - | 2  | 900:567  | 75 | 1(7)   |
| 2024/25 | Польща | 22   | 20+1 | - | 1  | 715:511  | 63 | 1(12)  |
| 2024/25 | Д1     | 26   | 26   | - | 0  | 779:566  | 78 | 1(6)   |